# James Daly
James Firman Daly (* 23. Oktober 1918 in Wisconsin Rapids, Wisconsin; † 3. Juli 1978 in Nyack, New York) war ein US-amerikanischer Film- und Theaterschauspieler.

## Leben
Daly besuchte die Lincoln High School und graduierte 1941 an der Cornell University. Nach seinem Abschluss leistete er seinen Militärdienst im Zweiten Weltkrieg. Ab 1946 stand er am Broadway auf der Bühne. In den kommenden Jahren pendelte Daly oft zwischen Wisconsin und New York hin und her.
Daly konnte sich eher im Theater als in Film und Fernsehen etablieren. Zu seinen erfolgreichsten Theaterproduktionen zählt Major Barbara von George Bernard Shaw wofür Daly 1951 mit dem Theatre World Award ausgezeichnet wurde. Außerdem verkörperte er im Frühsommer 1964 in A. E. Hotchners Bühnenproduktion The White House acht US-Präsidenten, darunter George Washington und Theodore Roosevelt.
Sein bekanntester Spielfilm war der 1968 produzierte Planet der Affen. Im selben Jahr drehte er neben Bud Spencer und Peter Graves den Italowestern Die fünf Gefürchteten. Er spielte zudem Gastrollen in verschiedenen Fernsehserien und hatte zwischen 1969 und 1976 eine der Hauptrollen in der Arztserie Medical Center. In 152 Episoden der Serie stellte er Dr. Paul Lochner dar.
James Daly starb drei Monate vor seinem 60. Geburtstag an einem Herzinfarkt. Seine Asche wurde in den Pazifik verstreut. Mit seiner Frau, der Theaterschauspielerin Hope Newell, die er während eines Heimaturlaubs 1942 geheiratet hatte, hatte er drei Kinder. Seine Tochter Tyne Daly wurde durch die Serie Cagney & Lacey bekannt. Auch sein Sohn Timothy Daly arbeitet als Schauspieler. Die Tochter Glynn ist mit dem Filmkomponisten Mark Snow verheiratet. Die Schauspielerin Kathryne Dora Brown ist seine Enkelin.

## Filmografie (Auswahl)
- 1955: Verdammt zum Schweigen (The Court-Martial of Billy Mitchell)
- 1957: Das nackte Gesicht (The Young Stranger)
- 1959: Wernher von Braun – Ich greife nach den Sternen (I Aim at the Stars)
- 1961: Give Us Barabbas!
- 1966: Auf der Flucht
- 1967: Die Leute von der Shiloh Ranch
- 1967: Invasion von der Wega
- 1967: Kobra, übernehmen Sie
- 1967: Rauchende Colts
- 1968: Planet der Affen (Planet of the Apes)
- 1969: Medical Center
- 1969: Die fünf Gefürchteten (Un esercito di 5 uomini)
- 1969: Raumschiff Enterprise
- 1970: Der Chef
- 1979: Roots – Die nächsten Generationen